# 高日罕郭勒
高日罕郭勒，位于中华人民共和国内蒙古自治区东部地区的一条内陆河，为乌拉盖河左岸支流，发源于锡林郭勒盟西乌珠穆沁旗南部巴彦花镇查干包古图山，东南流至嘎格查后转东北流，于哈日根台嘎查以西逐渐转北流，经乌兰额日格嘎查、巴彦花镇政府驻地、赛温都尔嘎查、高日罕水库、高日罕镇格日勒图嘎查、呼德淖尔嘎查、巴彦德勒嘎查、敖伦套海嘎查，进入东乌珠穆沁旗呼热图淖尔苏木后转向西北，经格日勒图嘎查、巴彦淖尔嘎查等地，最后于胡其音希那（山）以北，阿尔勒诺尔南角汇入乌拉盖河。河长288.7千米，流域面积3377.16平方千米，河道平均比降1.18‰。高日罕郭勒河谷开阔，河槽浅宽，水流平缓。东乌珠穆沁旗巴润拉托希那（巴润塔日牙）东北的塔日牙诺尔以上河段有清水或间歇水，以下河床不明显。哈日根台嘎查以上河段流经大兴安岭北麓，山高林密；以下河段为锡林郭勒草原，水草丰美，两岸间断有0.5～2千米宽的沼泽地。